# Mordellistena reitteri
Mordellistena reitteri är en skalbaggsart som beskrevs av Friedrich Julius Schilsky 1894. Mordellistena reitteri ingår i släktet Mordellistena, och familjen tornbaggar. Arten har ej påträffats i Sverige.